# 데이브 댄포스
데이브 찰스 "돈틀리스 데이브" 댄포스(David Charles "Dauntless Dave" Danforth, 1890년 3월 7일 ~ 1970년 9월 19일)는 미국의 전 프로 야구 선수로, 1910년대와 1920년대에 메이저 리그 베이스볼 (MLB)에서 투수로 활약하였다. 10시즌 동안 필라델피아 애슬레틱스, 시카고 화이트삭스, 세인트루이스 브라운스에서 뛰었다. 통산 286경기에 출전해 1186이닝을 던지며 71승 66패, 44완투, 2완봉, 3.89의 평균자책점을 기록하였다.